# Peter Vidmar
Peter Glen Vidmar (Los Angeles, 3 giugno 1961) è un ex ginnasta statunitense.

## Palmarès

### Olimpiadi
- 3 medaglie:
  - 2 ori (Los Angeles 1984 nel cavallo; Los Angeles 1984 nel concorso a squadre)
  - 1 argento (Los Angeles 1984 nell'all-around)